# Бальмис, Франсиско Хавьер де

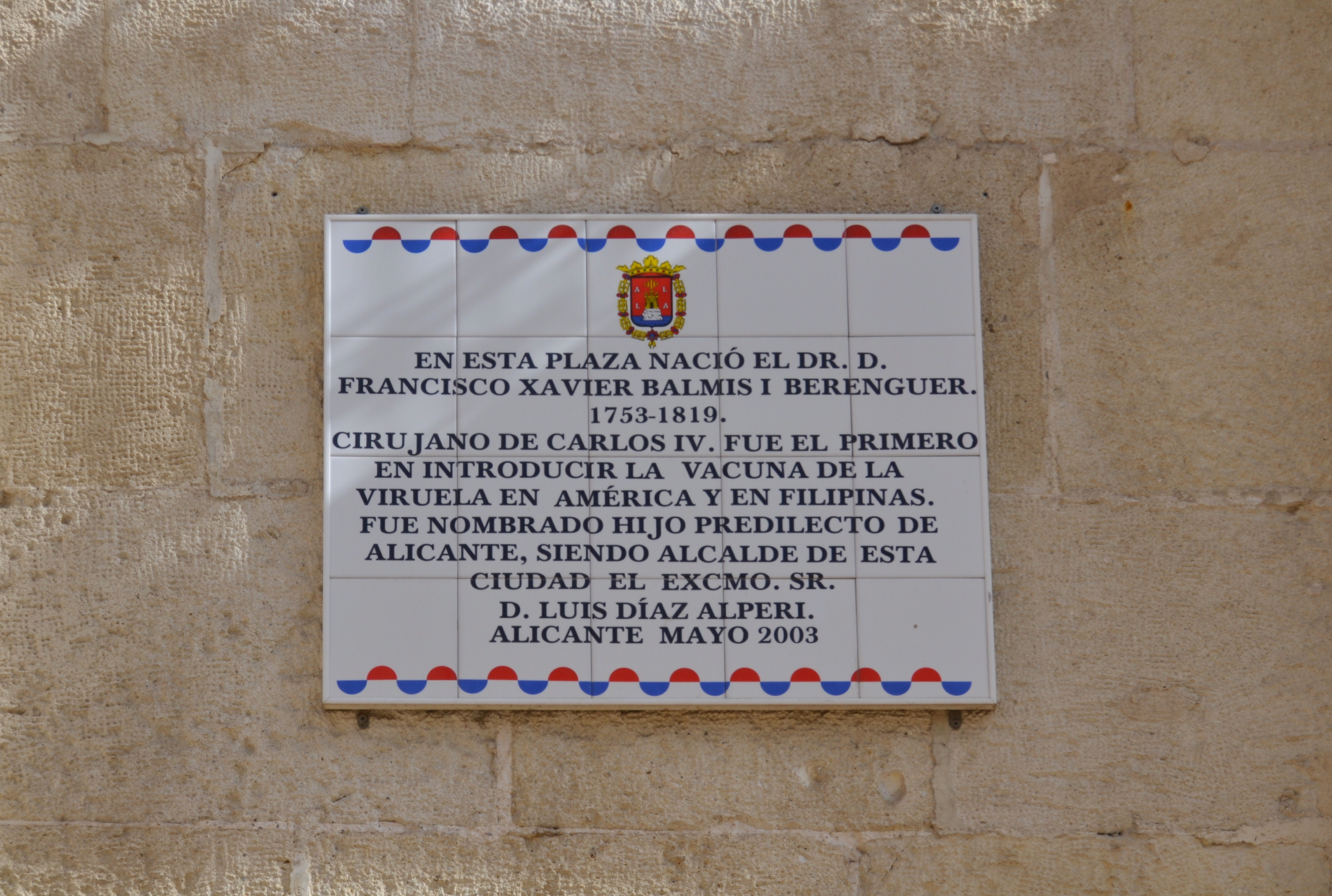
Памятная доска в Аликанте

Франсиско Хавьер де Бальмис (исп. Francisco Javier Balmis, полное имя Francisco Javier de Balmis y Berenguer; 1753—1819) — испанский военный врач, хирург и ботаник, наиболее известный тем, что возглавил экспедицию 1803 года в Испанскую Америку и Азию для вакцинации населения от оспы.
Его экспедиция считается первой в истории международной кампанией вакцинации и одним из важнейших событий в истории медицины.

## Биография
Родился 2 декабря 1753 года в Аликанте и через три дня был крещен в базилике Санта-Мария. Его отец — Антонио Бальмис, цирюльник; мать — Луиза Беренгер.
В семнадцать лет Франсиско начал обучение в военном госпитале Аликанте, где пробыл пять лет. В 1775 году он поступил на службу в испанский флот и присоединился к экспедиции под командованием Алехандро О'Рейли, целью которой было положить конец вторжениям берберских пиратов в Испанский Левант.
Два года спустя Хавьер де Бальмис сдал экзамен и в 1778 году получил в Валенсии разрешение на проведение хирургических операций. В связи с осадой Гибралтара он присоединился к корпусу военных хирургов помощником второго хирурга. 8 апреля 1781 года в качестве хирурга присоединился к полку в Саморе, в составе которого он отправился в Америку с экспедицией маркиза Сокорро.
Достигнув Венесуэлы, из порта Ла-Гуайра отправился в Гавану, затем в мексиканский Веракрус, где в течение трех месяцев был директором больницы Халапы. В 1786 году Франсиско Хавьер де Бальмис был назначен майором-хирургом военного госпиталя San Juan de Dios в Мехико, тогда столице Новой Испании. В 1790 году, после слияния этой больницы с больницей San Andres, Бальмис стал заведующим отделением венерических заболеваний. Там он смог изучить средства от венерических болезней, которые впоследствии послужили его публикации «Tratado de las virtudes del agave y la begonia» (Мадрид, 1794).
Вернувшись в Испанию, в знак признания заслуг в медицине, был принят в мадридскую академию Real Academia Médica Matritense (ныне Королевская национальная медицинская академия Испании) и получил степень бакалавра искусств в Университете Мексики.
В Испании Франсиско Хавьер стал врачом короля Карла IV. Он убедил короля послать в Америку экспедицию для распространения там недавно открытой вакцины против оспы. Бальмис был назначен главой экспедиции, которая отплыла из Испании 30 ноября 1803 года на борту корвета «Мария Пита». С этой важной миссией он побывал во многих странах Южной Америки, а также на Кубе, в Мексике и Техасе. В Мехико Бальмис убедил вице-короля Хосе де Итурригарая сделать прививку самому и его сыну.
В сентябре 1805 года Бальмис отплыл на борту «Магеллана» из порта Акапулько в Манилу, столицу Филиппин, а в 1806 году вернулся в Испанию. На обратном пути он распространил вакцину от оспы в Китае и на острове Святой Елены. Снова посетил Мексику в 1810 году.
Франсиско Хавьер де Бальмис был автором работы «Instrucción sobre la introducción y conservación de la vacuna» и перевел с французского труд Луи-Жака Моро на эту же тему «Tratado histórico-práctico».
Умер в Мадриде 12 февраля 1819 года.